# Blackburn (Lancashire)
Blackburn is een stad in de Engelse regio North West in het graafschap Lancashire en telt 105.085 inwoners. De stad was het centrum van de textielindustrie gedurende de Industriële revolutie. De stad ligt in het noorden van de West Pennine Moors.

## Toponymie
In 1128 werd Blacheburne voor het eerst genoemd, met als betekenis: ‘donker gekleurde burn’ (burn betekent ‘stroom’) uit het Oudengelse blæc “zwart” en burna “stroom”.

## Prehistorie
Er is maar weinig bewijs van een nederzetting in de Blakewater Valley waar Blackburn gedurende de Prehistorie zou moeten hebben gelegen. Er wordt over het algemeen aangenomen dat de meeste menselijke activiteiten zich in deze tijd afspeelden op de toppen van de heuvels. Bewijzen hiervan komen uit opgravingen van urnenbegraafplaatsen uit het Bronzen tijdperk op twee heuvels nabij Blackburn.
In 1879 werden asurnen ontdekt onder een grafheuvel bij Revidge, in het noorden van de stad. Een tweede werd uitgegraven bij Pleasington Cemetery, ten westen van de huidige stad, bij grafdelver Grant Higson in 1996.
Dat men in de prehistorie in het gebied van het huidige centrum actief was ligt waarschijnlijk aan de aanwezigheid van een heilige bron nabij All Hallows Spring aan de Railway Road, die in gebruik was gedurende de IJzertijd.

## Blackburn in de Romeinse tijd
Vermoedelijk was Blackburn in de Romeinse tijd een kleine nederzetting die gelegen zou kunnen hebben langs een Romeinse weg tussen Bremetennacum Veteranorum en Manconium, een weg die nu door de stad loopt ten oosten van de huidige Blackburn Cathedral. Deze weg ging waarschijnlijk over de rivier Blakewater.
De eerder genoemde All Hallows Spring werd in 1654 blootgelegd en toentertijd zou er een beschreven steen gevonden zijn waarop een herdenking door Claudius Hieronymus, legaat van Legio VI Victrix staat aan de tempel van Separis.

## De Middeleeuwen
Het christendom kwam in 596 of 598 naar Blackburn en de stad was erg belangrijk in de Angelsaksische tijd. Het was in deze periode dat Blackburnshire Hundred ontstond, waarschijnlijk als territoriaal deel van het koninkrijk Northumbria.
De naam van de stad verschijnt als eerste in het Domesday Book als Blachebourne, een koninklijke heerlijkheid ten tijde van Eduard de Belijder en Willem de Veroveraar. Archeologisch bewijs dat verzameld is tijdens de sloop van de middeleeuwse gemeentelijke kerk op de plaats waar nu de kathedraal staat, geeft aan dat de kerk gebouwd was aan het eind van de elfde/begin van de twaalfde eeuw. Een marktkruis uit 1101 is dicht bij de plaats gevonden.
De heerlijkheid kwam in het bezit van Henry de Blackburn, die het landgoed heeft verdeeld tussen zijn twee zoons. Later werd een helft geschonken aan de monniken van Stanlow Abbey. Later werd dit deel geschonken aan de monniken van Whalley Abbey.
Maar in de twaalfde eeuw raakte het vermoedelijke belang van de stad in verval als Clitheroe het regionaal centrum wordt.
Vlak bij het centrum van de stad waren nog andere middeleeuwse woningen.

## Bestuur
Blackburn wordt bestuurd door de gezamenlijke overheid van Blackburn en Darwen (een klein marktstadje in Lancashire ten zuiden van Blackburn).
De raadsman van Blackburn en zijn opvolger wordt gecontroleerd door de Labour Party sinds 1945. De stad heeft één afgevaardigde in het Engelse Lagerhuis, de huidige leider in het Lagerhuis en voormalige secretaris van Buitenlandse Zaken, Jack Straw. Een eerdere afgevaardigde voor Blackburn was Labour-kabinetsminister Barbara Castle, die de stad van 1945 tot 1979 in het Lagerhuis vertegenwoordigde.
Het historisch kiesdistrict van Blackburn zond twee afgevaardigden naar het Lagerhuis, het kiesdistrict werd opgericht voor de algemene landelijke verkiezingen in 1832 en werd afgeschaft in 1950. Het werd voor één parlementair termijn vervangen door twee nieuwe kiesdistricten, Blackburn-Oost en Blackburn-West, voordat het werd vervangen voor de algemene verkiezingen van 1955 toen de twee werden samengevoegd tot het huidige moderne kiesdistrict met één enkel lid in het Parlement.
Verdenkingen van het knoeien met stemmen en corruptie hielden Labour in zijn greep de laatste jaren. In april 2005 werd het lokale raadslid Mohammed Hussain voor drie jaar gevangengenomen voor fraude bij de gemeentelijke verkiezingen van 2002 door het stelen van ten minste 230 schriftelijke stembiljetten. Straw werd bij de algemene verkiezingen van 2005 uitgedaagd door de voormalige ondergeschikte van Buitenlandse Zaken, de voormalige Britse ambassadeur in Oezbekistan, Craig Murray. Murray was bij de verkiezingen in Blackburn tegen de Irakoorlog en corruptie bij verkiezingen. Murray beschreef het kiesdistrict als een “door Labour verrotte gemeente” en zei over de vorming van de verkiezingen: ”Ik ben benaderd door meerdere mensen uit de Aziatische gemeenschap die onder hoge druk gezet werden door Labour-activisten om een schriftelijke stem te vragen in plaats van een stembriefje en om dan hun schriftelijke stem over te dragen aan de Labourpartij.” Meer dan 50% meer mensen maakten gebruik van de schriftelijke stemmogelijkheid tijdens de verkiezingen van 2005 in Blackburn dan in 2001. Over een anti-Straw-stem kon men echter niet spreken en de eer werd hersteld door een comfortabele meerderheid van meer dan 8000 stemmen.
Ongeveer 20% van de bewoners van Blackburn komt uit een etnische minderheidsgroep en in recente jaren was de stad getuige van een verrijzenis van extreemrechtse politieke partijen in lokale verkiezingen. De raadsvergadering heeft sinds kort twee leden van de zgn. England First Party, Mark Cotterill voor Meadowhead ward en Michael Johnson voor Fernhurst. Leden van de Britse Nationale Partij (BNP) hebben eerder een raadszetel gewonnen in de stad in november 2002 na de verkiezingen van mei van dat jaar, waarin drie van hun collega’s gekozen waren in de nabijgelegen plaats Burnley. Robin Evans van BNP was met 16 stemmen verzekerd van een meerderheid in Mill Hill ward (met twee hertellingen) na een campagne van pubmeetings en posters. De leidende Liberale Democraten werden verdrongen naar een derde plaats, na de Labourpartij. Ofschoon er tijdelijk plannen werden uitgesteld tijdens de verkiezingen, werden de voorstellen om in de wijk een verpleeghuis om te bouwen tot een asielzoekerscentrum als doorslaggevende reden gezien. De ontwikkelingen in Burnley en Blackburn werden beschouwd als een vernieuwing voor de ultrarechtse Engelse politiek. Zulke raadsleden zijn niet eerder gekozen in het Verenigd Koninkrijk sinds bijna tien jaar geleden in Tower Hamlets.

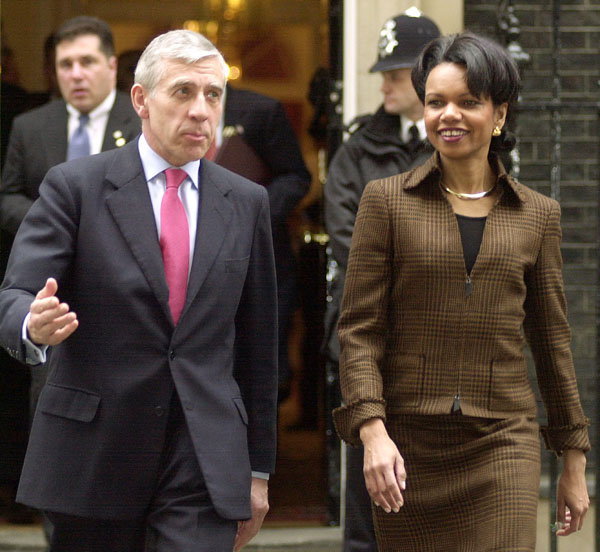
Condoleezza Rice en Jack Straw in februari 2006.

Als commentaar op de verkiezingen zei Jack Straw, lid van de raad van Blackburn: “Het is er triest. We hadden ultrarechts 26 jaar geleden in Blackburn toen ze twee zetels in Shadsworth wonnen. Maar de hele gemeenschap besloot dat ze het niet zouden krijgen. Je kunt nooit zeggen dat ze geen kandidaten in Blackburn zullen zetten, maar we zullen hard aan de gemeenschapsrelaties werken. `Blackburn had twee raadsleden voor het Nationaal Front in 1970. En hoewel er in veel steden in Noord West Engeland rassenrellen waren in de zomer van 2001, in de straten van Blackburn bleef het rustig.
De stad had veel belangstelling van de media toen in 2006 Condoleezza Rice, de minister van Buitenlandse Zaken van de Verenigde Staten Blackburn bezocht van 31 maart tot 1 april toen ze een toer langs de Europese hoofdsteden maakte. Het bezoek was een antwoord op de reis van Jack Straw naar het huis van Rice in Alabama toen hij secretaris van Buitenlandse Zaken was voor de Verenigde Staten. De reis van Rice leidde haar ook langs Pleckgate School, Ewood Park voetbalstadion, Blakburn cathedral en het stadhuis in Blackburn, en in Liverpool was ze aanwezig bij een klassiek concert. Haar bezoek ging gepaard met protesten van antioorlogdemonstranten en mensenrechtenactivisten, maar veel inwoners steunden het bezoek. Het comité van de Masjid Al Hidayah-moskee aan de Millham Street in Blackburn, samen met de moslimscholieren in de regio, trokken hun uitnodiging aan mevrouw Rice in, uit veiligheidsoverwegingen.
In oktober 2006 maakte Jack Straw de moslimgemeenschap kwaad door in de Lancashire Telegraph te vertellen dat moslimvrouwen die boerka's dragen “betere, positievere relaties” tussen gemeenschappen bemoeilijken en dat het niet laten zien van de mond en neus een “zichtbare verklaring van afscheiding en van verschil” is.

### Wapen(schild)
Het wapen van de voormalige gemeenteraad van Blackburn heeft verschillende te onderscheiden symbolen. Het schild heeft een brede horizontale golvende band tussen drie bijen op sabelbont met daarboven op een groen vlak, een aangebonden zilveren hoorn tussen twee gouden schietspoelen. Op de top, het helmteken; een guirlande in de kleuren van een schietspoel, met daarop een zilveren duif met uitslaande vleugels, met in zijn snavel het draad van de schietspoel verstrengeld met een olijftak. Het Latijnse motto van de stad is ‘Arte et Labore’, precies vertaald als ‘bij kunst en bij werk’ maar vaak vertaald als ‘bij bekwaamheid en hard werken’. Het motto, geschonken op 14 februari 1852 aan de eerdere gemeenschap van Blackburn, werd van toepassing toen Blackburn, eens een klein stadje, uitgegroeid was en belangrijk werd door de energie en de initiatieven van de wevers en de vakmensen, gecombineerd met de bekwaamheid en het harde werk van deze werklieden.
De stad Blackburn is gevormd door het samengaan van het gemeentelijk gebied Blackburn, de gemeente Darwen, een deel van het stedelijk gebied Turton en de parochies van Yate en Pickup Bank, Eccleshill, Livesey, Pleasington en Tockholes in het Blackburn landelijke district.
Andere opmerkelijke kenmerken zijn:
- Drie vliegende bijen. De bij is een symbool van vakmanschap, volharding en nijverheid. “B” staat ook voor Blackburn; en daarbij komt dat de familie Peel afkomstig uit deze buurtschap is en ook een bij op hun eigen familiewapen draagt. Het is als natuurlijk aangenomen dat Robert Peel de bij van Blackburn had aangenomen.
- Het wapen is zilver of wit en dus symbolisch voor katoen, het product van de Blackburn bijen tijdens de industriële revolutie.
- De brede golvende zwarte band stelt de zwarte beek (de rivier Blakewater) voor op wiens oever de stad is gebouwd.
- De zilveren bugel was het helmteken van de eerste burgemeester van Blackburn William Henry Hornby. Het is ook een symbool van kracht.
- De gouden ruiten, of schietspoelen (ruitvormig), zijn de wapenkundige symbolen van wevers, afkomstig van het Latijn “fusus” of “fusilium”, dat spoel betekent en ze refereren aan de Spinning Jenny die in 1764 door James Hargreaves, een inwoner uit de omgeving, werd uitgevonden. Ze duiden ook de verbinding tussen Joseph Feilden en Blackburn aan, als Lord of the Manor, want hij droeg ruiten op zijn wapen.
- De groene achtergrond herinnert ons aan de tijd dat Blackburn nog een van de koninklijke bossen was in de tijd van Eduard de Belijder.
- De pendel is het embleem van weven, de handel die meer dan welk ander bijgedragen heeft aan de welvaart van de stad.
- De opvliegende duif met een olijftak in haar snavel (het symbool voor vrede) verstrengeld in het draad van de schietspoel, vertegenwoordigt de heilzame werking voortvloeiend uit de weefkunst.

## Sport
Blackburn Rovers FC is de betaaldvoetbalclub van Blackburn en speelt haar wedstrijden op Ewood Park. Deze club werd in 1912, 1914 en 1995 kampioen van Engeland.

## Geboren
- Edgar Chadwick (1869-1942), voetballer
- Kathleen Ferrier (1912-1953), contra-alt
- Ian McShane (1942), acteur
- Tony Ashton (1946-2001), pianist, zanger, componist en producer (Ashton, Gardner and Dyke)
- Steve Pemberton (1967), acteur, filmproducent, filmregisseur, scenarioschrijver en komiek
- Anastasios Donis (1996), Grieks voetballer
- Leighton Clarkson (2001), voetballer
- Charles Paige (2001), wielrenner
- Adam Wharton (2004), voetballer

## 4000 holes
Blackburn is bij fans van The Beatles bekend toen de stad in het nummer A Day in the Life voorkwam. Een artikel in de Daily Mail over een plan om de gaten in het wegdek in de stad te gaan vullen viel bij John Lennon op toen hij het lied aan het schrijven was en de tekst: “I read the news today oh boy. Four thousand holes in Blackburn, Lancashire”, bedacht.
Blackburn is bekend als de thuishaven van de voetbalclub Blackburn Rovers. De naam van een officieuze fanclub van de Blackburn Rovers is 4000 Holes.